# Lutjanus decussatus
Lutjanus decussatus là một loài cá biển thuộc chi Lutjanus trong họ Cá hồng. Loài này được mô tả lần đầu tiên vào năm 1828.

## Từ nguyên
Tính từ định danh decussatus trong tiếng Latinh có nghĩa là "sọc chéo chữ thập", hàm ý đề cập đến các dải sọc cắt ngang tạo thành hoa văn ca rô ở loài cá này.

## Phạm vi phân bố và môi trường sống
Từ bờ đông Ấn Độ và Sri Lanka, L. decussatus được phân bố trải dài về phía đông đến đảo New Guinea, ngược lên phía bắc đến quần đảo Ryukyu (Nhật Bản), giới hạn phía nam đến Úc. L. decussatus cũng được ghi nhận tại vùng biển Việt Nam, như tại quần đảo An Thới và các đảo ngoài khơi Bắc Trung Bộ.
L. decussatus sống trên các rạn san hô ở độ sâu đến ít nhất là 35 m.

## Mô tả
Chiều dài cơ thể lớn nhất được ghi nhận ở L. decussatus là 35 cm. Cá có màu trắng với kiểu hình ca rô đặc trưng được tạo bởi các dải sọc màu đỏ nâu ở nửa thân trên. Nửa thân dưới có 2 sọc ngang nâu sẫm. Một đốm đen lớn bao phủ toàn bộ gốc vây đuôi.
Số gai ở vây lưng: 10; Số tia vây ở vây lưng: 13–14; Số gai ở vây hậu môn: 3; Số tia vây ở vây hậu môn: 8–9; Số tia vây ở vây ngực: 16–17; Số lược mang vòng cung thứ nhất: 14–16.

## Sinh học
Thức ăn của L. decussatus là các loài cá nhỏ hơn và các loài động vật giáp xác.
Ở đảo Ishigaki (Okinawa, Nhật Bản), mùa sinh sản của L. decussatus ước tính là từ tháng 6 đến tháng 10. Tuổi lớn nhất được ghi nhận ở L. decussatus là 24 năm.

## Thương mại
L. decussatus có tầm quan trọng thương mại tương đối nhỏ. Loài này cũng được thu thập trong ngành buôn bán cá cảnh, nhưng với số lượng rất ít.